# Gino Bramieri
Gino Bramieri (21 de junio de 1928 - 18 de junio de 1996) fue un actor cinematográfico y televisivo y humorista italiano.

## Biografía
Nacido en Milán, Italia, con catorce años de edad empezó a trabajar en su ciudad natal como empleado de la Banca Commerciale Italiana. Su debut artístico tuvo lugar a fines de 1943, en un espectáculo a favor de los desplazados en la plaza de Rovellasca. La primera actuación teatral, sin embargo, llegó con dieciséis años, el 27 de septiembre de 1944,  interpretando una única línea en el Teatro Augusteo de Milán en la pieza Cretinopoli. Su primera verdadera actuación la llevó a cabo con Brabito (por el nombre de los tres protagonistas: Bramieri, Bisi, Tognato).
Gino Bramieri trabajó con Franco Franchi y Ciccio Ingrassia, Peppino De Filippo, Aldo Fabrizi, Ave Ninchi, Nino Taranto, Raimondo Vianello y Totò, y fue intérprete de más de treinta películas. En televisión obtuvo un gran éxito con el programa dirigido por Corrado Mantoni L'amico del giaguaro, con Raffaele Pisu y Marisa Del Frate. Para Mediaset, ya en sus últimos años de vida, fue protagonista de la sitcom Nonno Felice y del spin-off Norma e Felice.
Italo Terzoli y Enrico Vaime fueron sus autores "de referencia", consiguiendo con sus guiones grandes éxitos en el teatro ligero, desde La sveglia al collo a Anche i bancari hanno un'anima y La vita comincia ogni mattina (espectáculos producidos, a finales de los años 1960, por Pietro Garinei y Sandro Giovannini, con los cuales Bramieri inició una colaboración en 1969 con Angeli in bandiera, en la cual actuó junto a Milva).
Bramieri fue presentador, entre finales de los años 1960 y primeros setenta, del programa radiofónico de variedades Batto quattro, y para el cual dio vida a algunos de sus personajes y caricaturas (fue famoso "il Carugati"). En años siguientes protagonizó numerosos shows televisivos de variedades emitidos por la RAI: Tigre contro tigre (1966), Il signore ha suonato? (1966), Eccetera, eccetera (1967), E noi qui (1970), Hai visto mai? (1973), Punto e basta (1975), y la serie G.B. Show (1982-88), siempre acompañado de artistas como Loretta Goggi, Sylvie Vartan y Lola Falana. Otros programas de variedades en los que participó fueron Milleluci y Felicibumtà. Fue uno de los primeros humoristas en participar en el Festival de Sanremo, presentando en 1962 las canciones Lui andava a cavallo y Pesca tu che pesco anch'io.
Además de su gran maestría creando números cómicos, personajes y caricaturas, su especialidad fue la de contar chistes, que en general eran muy breves (en ocasiones con solo dos frases), y a menudo algo surrealistas. Esta habilidad le hizo famoso, considerando sobre todo que los chistes que podía contar eran miles, y que recopiló en una serie de volúmenes, entre ellos 50 chili fa.
Gino Bramieri falleció en Milán, Italia, en 1996, a causa de un cáncer de páncreas. Tenía 67 años de edad. Fue enterrado en el Cementerio Monumentale de Milán. En 1948, a los 19 años, se casó, separándose tras casi cuarenta años de relación. En sus últimos años estuvo acompañado por Angela Baldassini.

## Filmografía
- Siamo tutti Milanesi, de Mario Landi (1953)
- Amarti è il mio peccato, de Sergio Grieco (1953)
- I tre ladri, de Lionello De Felice (1955)
- Avanzi di galera, de Vittorio Cottafavi (1955)
- Per le vie della città, de Luigi Giachino (1956)
- Peppino, le modelle e chella là, de Mario Mattoli (1957)
- Scandali al mare, de Marino Girolami (1961)
- Maciste contro Ercole nella valle dei guai, de Mario Mattoli (1961)
- Twist, lolite e vitelloni, de Marino Girolami (1962)
- Nerone '71, de Filippo Walter Ratti (1962)
- L'assassino si chiama Pompeo, de Marino Girolami (1962)
- Il medico delle donne, de Marino Girolami (1962)
- Gli eroi del doppio gioco, de Camillo Mastrocinque (1962)
- Canzoni a tempo di twist, de Stefano Canzio (1962)
- Colpo gobbo all'italiana, de Lucio Fulci (1962)
- I tre nemici, de Giorgio Simonelli (1962)
- Gli italiani e le donne, de Marino Girolami (1962)
- Sexy, de Renzo Russo (1962, voz)
- Un marito in condominio, de Angelo Dorigo (1963)
- Siamo tutti pomicioni, de Marino Girolami (1963)
- I 4 tassisti, de Giorgio Bianchi (1963)
- Adultero lui, adultera lei, de Raffaello Matarazzo (1963)
- In ginocchio da te, de Ettore Maria Fizzarotti (1964)
- Se non avessi più te, de Ettore Maria Fizzarotti (1965)
- Non son degno di te, de Ettore Maria Fizzarotti (1965)
- Rita la zanzara, de Lina Wertmüller (1966)
- Perdono, de Ettore Maria Fizzarotti (1966)
- Nessuno mi può giudicare, de Ettore Maria Fizzarotti (1966)
- Chimera, de Ettore Maria Fizzarotti (1968)
- Nel giorno del Signore, de Bruno Corbucci (1970)
- W le donne, de Aldo Grimaldi (1970)
- Per amore di Cesarina, de Vittorio Sindoni (1976)
- Oh! Serafina, de Alberto Lattuada (1976)
- Ride bene... chi ride ultimo (1977) - episodio "Arriva lo sceicco", también dirección
- Maschio latino cercasi, de Giovanni Narzisi (1977)
- Gino e Diego, de Marco Aleandri (1978)

## Televisión
- Esami di maturità, de Ladislao Fodor, con Giulia Lazzarini, Edda Albertini, Brunella Bovo y Isabella Riva; dirección de Mario Landi, 8 de octubre de 1954
- Manettoni e Pippo Fantasma, de Alda Grimaldi (1960)
- L'amico del giaguaro, de Vito Molinari (1961)
- Biblioteca di Studio Uno: Il dottor Jekyll e mister Hyde, de Antonello Falqui (1964)
- Biblioteca di Studio Uno: Al Grand Hotel, de Antonello Falqui (1964)
- Graditi ospiti, de Vito Molinari (1967)
- Felicita Colombo, de Antonello Falqui (1968)
- Hai visto mai?, de Enzo Trapani (1973)
- Un mandarino per Teo, de Eros Macchi (1974)
- Punto e basta, de Eros Macchi (1975)
- Anche i bancari hanno un'anima, de Pietro Garinei y Gino Landi (1979)
- Mai di sabato signora Lisistrata, de Vito Molinari (1979)
- G. B. Show, de Gino Landi (1980-1988)
- Risate il Capodanno (1990)
- Nonno Felice, de Giancarlo Nicotra (1992-1995)
- La sai l'ultima? (1995)
- Norma e Felice, de Giorgio Vignali (1995)

## Radio
- Batto quattro
- Gran Varietà
- Patatine di contorno

## Selección de su discografía

### Álbum
- 1969 - Angeli in bandiera (Carosello, PLP 327; con Milva)

### Singles
- 1961 - Raimundo l'oriundo/Penuria d'anguria (CGD, N 9238)
- 1962 - Tulipan/A 15 anni (CGD, N 9332)
- 1962 - Lui andava a cavallo/Pesca tu che pesco anch'io (CGD, N 9340)
- 1970 - Le mani/Bele (Bla Bla, BBR 1305)
- 1973 - Quella sera con la luna/Tirami in su la testa (Bla Bla, BBR 1337)
- 1977 - Motel/E per assurdo... amore (Skorpion, SK 3/207)
- 1978 - Dai, dai, dai/La banda di Cesenatico (Cetra, SP 1707)
- 1980 - So' gelosa/Sono geloso (Lupus, LUN 4913 Con Alida Chelli)